# 캘루트론

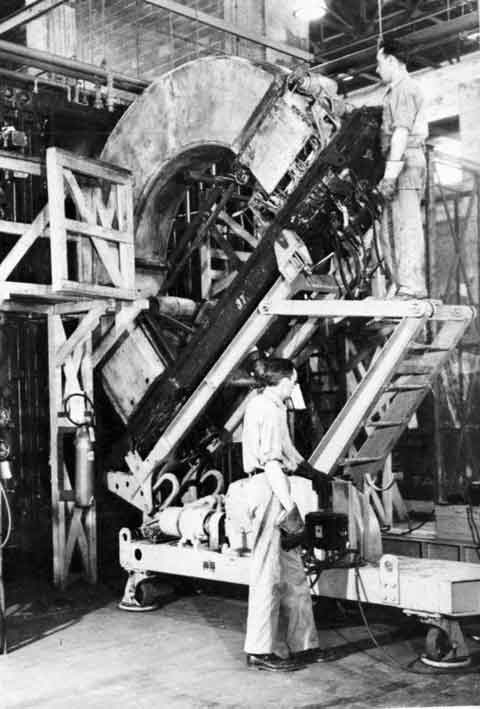
우라늄-235를 회수하기 위해 자석에서 분리되고 있는 알파 캘루트론 탱크

캘루트론(영어: Calutron)은 우라늄의 동위 원소인 우라늄-238과 우라늄 235를 분리하기 위해 어니스트 로런스가 고안한 질량 분석기이다. 강한 자기장에 놓인 입자는 고유 진동수에 따라 운동량이 다르다는 점에 착안한 일종의 입자 가속기인 사이클로트론을 이용하여 제작되었다. 캘루트론이란 이름은 캘리포니아 대학교(CALifornia University)와 사이클로트론(cycloTRON)을 결합하여 만든 말이다.